# Toon Nauwelaerts
Antoon Oscar (Toon) Nauwelaerts (Lier, 23 juli 1886 - Brugge, 23 mei 1957) was een Belgisch beiaardier en componist.

## Levensloop
Gomaar Nauwelaerts en Oscar Nauwelaerts, grootvader en vader van Toon Nauwelaerts, waren stadsbeiaardier in Lier. Toon leerde piano spelen tijdens zijn opleiding aan de Normaalschool. 
In 1900 begon hij als adjunct van zijn vader op de beiaard te spelen en toen die in 1907 overleed, volgde hij hem op. 
In 1911 won hij de ereprijs op een beiaardwedstrijd in Brugge. In 1913 volgde hij Eduard Dupan op als stadsbeiaardier van Brugge. In 1914 nam hij vrijwillig dienst in het Belgisch leger en keerde in 1919 naar Brugge terug. Gedurende de volgende dertig jaar speelde hij op de Brugse beiaard en trad ook op in het buitenland (Verenigde Staten, Nederland, Frankrijk, Ierland). In 1924 mocht hij een nieuwe beiaard inhuldigen in Bournville (Birmingham). 
In 1948 nam Nauwelaerts ontslag, in de verwachting dat zijn zoon, Louis Nauwelaerts, die hem als hulpbeiaardier bijstond, hem zou opvolgen. Er werd echter een examen uitgeschreven en op basis van de uitslag werd Eugeen Uten benoemd.

## Composities
Nauwelaerts schreef uitsluitend muziek voor beiaard. Hij maakte ook heel wat bewerkingen voor dit instrument.